# Geral (filme)
Geral é um documentário de curta-metragem de 2010 de Anna Azevedo.
O documentário foi filmado nos cinco últimos jogos no Maracanã que precederam o fim de seu setor mais popular: a geral.

## Sinopse
| “ | "O palco é a geral do estádio do Maracanã. Em cena, os torcedores conhecidos como geraldinos num espetáculo de êxtase, fúria, alegria e dor." | ” |

## Prêmios
- Melhor Curta no Festival Internacional de Documentários do Irã - Cinema Verité em 2010
- Melhor Edição no Vitória Cine Vídeo em 2010
- Melhor Edição de Som no Cine PE em 2010
- Melhor Filme - Crítica no Cine PE em 2010
- Melhor Filme - Júri Popular da Panorama Carioca no Curta Cinema - Festival Internacional de Curtas do Rio de Janeiro em 2010
- Prêmio Destaque Feminino - Competição Internacional no Femina - Festival Internacional de Cinema Feminino em 2010
- Prêmio Especial do Júri no Femina - Festival Internacional de Cinema Feminino em 2010
- Prêmio Especial do Júri no Festival do Rio em 2010

## Festivais
- Palm Springs International Short Film Festival (2010)
- Mostra de Cinema de Tiradentes (2010)
- Goiânia Mostra Curtas (2010)
- Hot Docs/Canadá (2010)
- Festival do Rio (2010)
- Festival Internacional de Curtas de Belo Horizonte (2010)
- Amazonas Film Festival (2010)
- CINEfoot - Festival de Cinema de Futebol (2010)
- DOCSDF - Festival Internacional de Cine Documental de la Ciudad de Mexico (2010)
- Festival Internacional de Curta-Metragem de Vila do Conde (2010)
- Sheffield Doc/Fest - Festival Internacional de Documentários de Sheffield (2010)
- Festival Internacional de Cinema de Stuttgart (2010)